# Lindi (MC)
Lindi (MC) (auch Lindi Mjini genannt) ist ein Distrikt der tansanischen Region Lindi. Er grenzt im Osten an den Indischen Ozean, ansonst ist er vom Distrikt Lindi (DC) umschlossen. Der Verwaltungssitz ist in der Stadt Lindi.

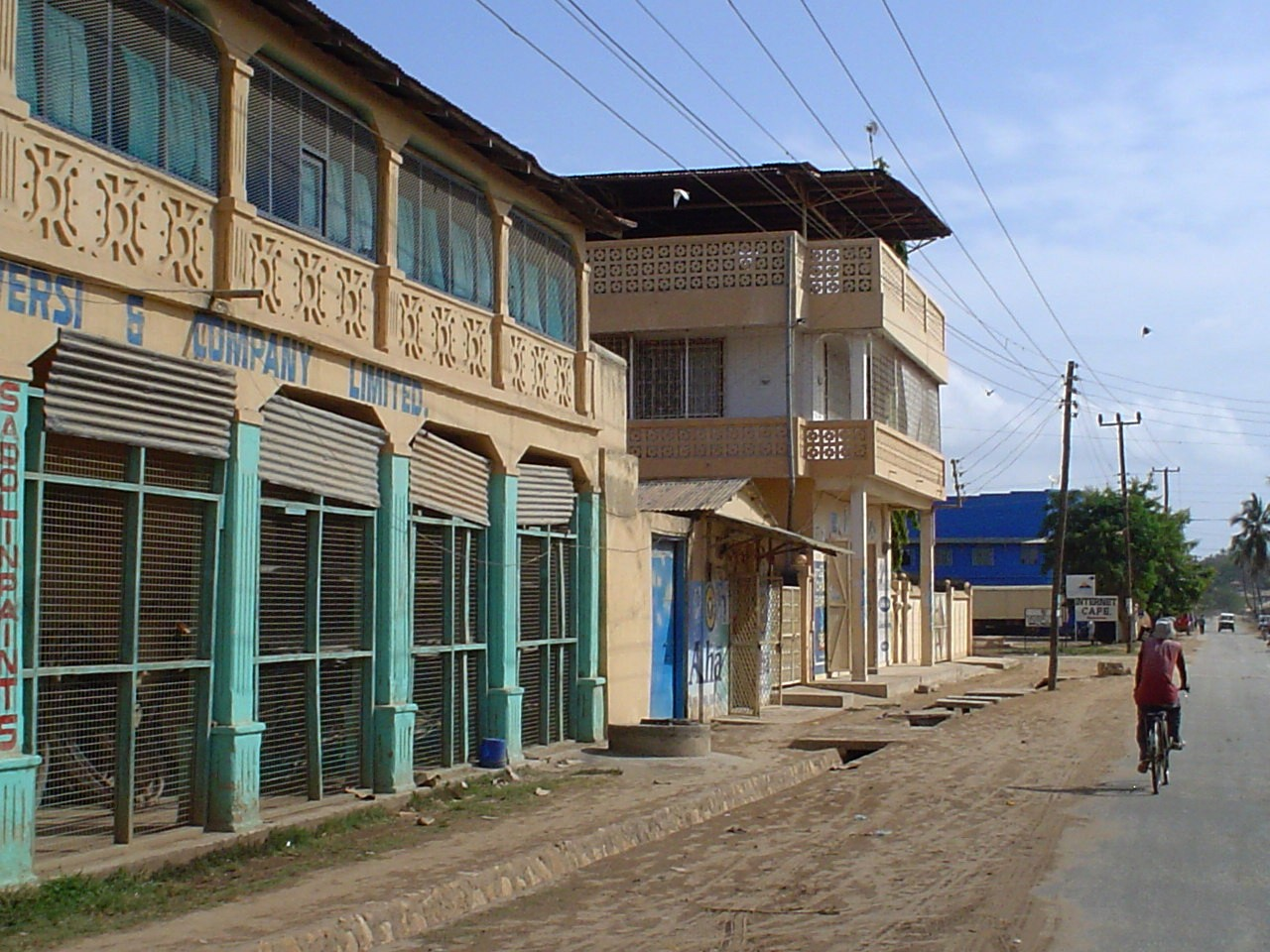
Ghana Street, die Hauptstraße in Lindi.

## Geographie
Der Distrikt hat eine Fläche von 945 Quadratkilometer und 174.126 Einwohner (Volkszählung 2022). Er liegt an der Mündung des Flusses Lukuledi in den Indischen Ozean und ist von Hügeln umgeben.
Das Klima in Lindi ist tropisch, Aw nach der effektiven Klimaklassifikation. Im Jahresdurchschnitt fallen knapp über 1000 Millimeter Niederschlag. Mehr als 100 Millimeter im Monat regnet es von Dezember bis April, die Monate Juni bis September sind sehr trocken. Die Durchschnittstemperatur schwankt zwischen 24,2 Grad Celsius im Juli und 26,8 Grad im Dezember.

## Geschichte
Die Stadt Lindi wurde bereits im 11. Jahrhundert von arabischen Händlern errichtet. In der Zeit der britischen Kolonialisierung ließen sich indische Händler hier nieder. Der Name „Lindi“ stammt aus dem 17. Jahrhundert, er bedeutet „tiefer Kanal“ und bezeichnet den Hafen, der zum Einschiffen von Sklaven und Elfenbein angelegt wurde. Lindi war das Verwaltungszentrum der südlichen Provinz, bis dieses 1952 nach Mtwara verlagert wurde. Im Jahr 1971 wurde Lindi die Hauptstadt der Region Lindi, als diese von Mtwara abgespalten wurde.

## Verwaltungsgliederung
Der Distrikt besteht aus dem einen Wahlkreis (Jimbo) Lindi Mjini und 31 Bezirken (Wards):
- Chikonji
- Jamhuri
- Kilangala
- Kilolambwani
- Kitomanga
- Kitumbikwela
- Kiwawa
- Makonde
- Matimba
- Matopeni
- Mbanja
- Mchinga
- Mikumbi
- Milola
- Mingoyo
- Mipingo
- Mitandi
- Mnazimmoja
- Msinjahili
- Mtanda
- Mvuleni
- Mwenge
- Nachingwea
- Nangaru
- Ndoro
- Ng´apa
- Rahaleo
- Rasbura
- Rutamba
- Tandangongoro
- Wailes

## Bevölkerung
Bei der Volkszählung 2012 hatte der Distrikt 78.841 Einwohner, für 2016 wurden 81.839 Einwohner geschätzt, für 2019 bereits 92.461. Die Volkszählung 2022 ergab  174.126 Einwohner in 52.809 Haushalten.

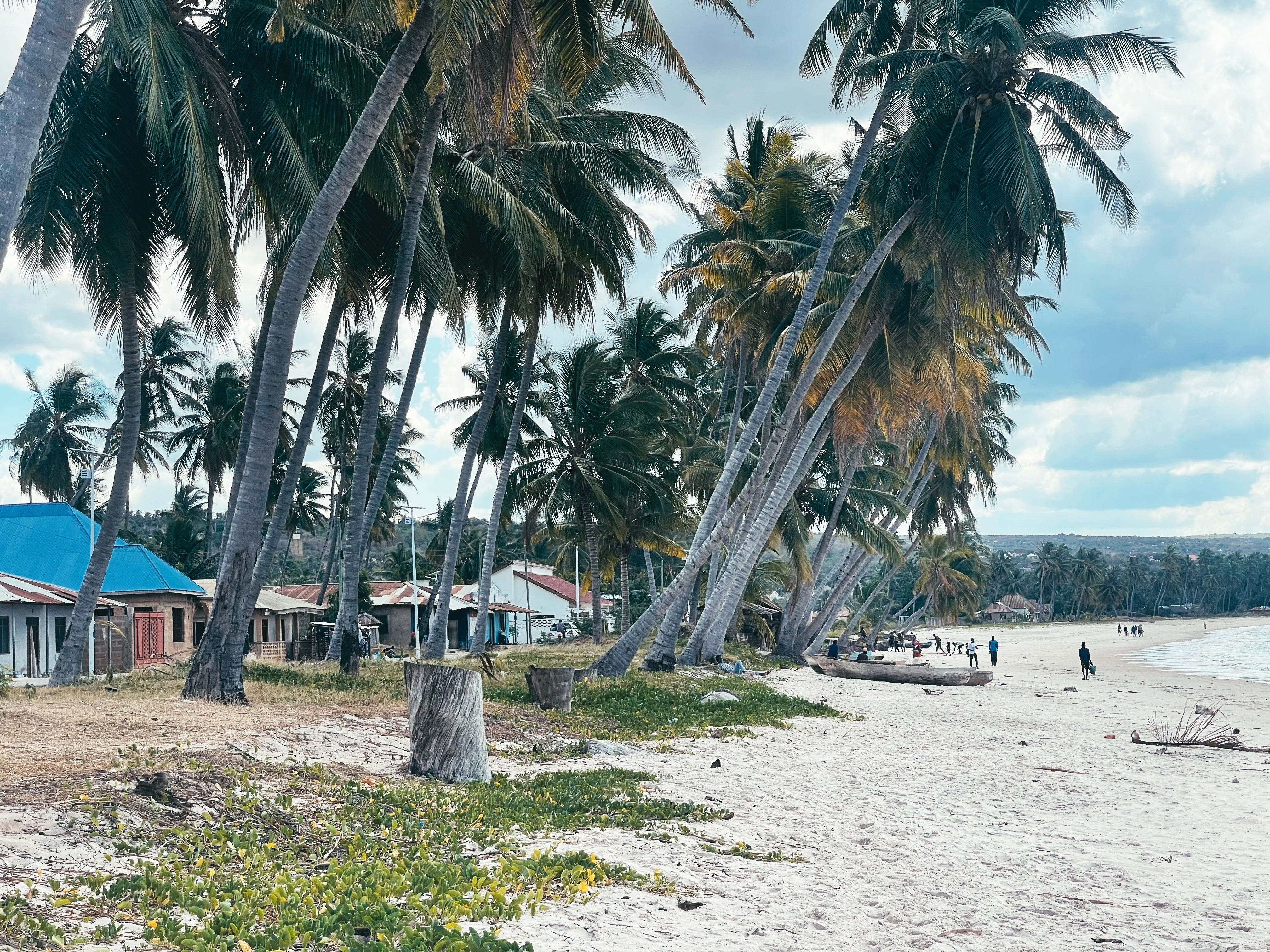
Am Strand in der Stadt Lindi.

## Wirtschaft und Infrastruktur
- Landwirtschaft: Die Landwirtschaft ist der wichtigste Wirtschaftszweig, etwa 80 Prozent der Menschen im Distrikt leben von ihr. Maniok, Mais, Hirse, Sorghum und Reis werden zur Selbstversorgung angebaut, Cashew, Ölsamen und Kokosnüsse werden verkauft.[7]
- Hafen: Lindi hat einen kleinen Hafen mit einem Jahresumschlag von rund 40.000 Tonnen.[8]
- Flughafen: Beim Ort Kikwetu liegt ein kleiner Flughafen, von dem keine Linienflüge durchgeführt werden.[9]
- Straße: Durch den Süden des Distrikts verläuft die asphaltierte Nationalstraße T6 von Mtwara nach Songea. Von dieser zweigt die ebenfalls asphaltierte T7 ab, die durch die Stadt Lindi nach Norden nach Daressalam führt.[10]